# BÁV
A BÁV az egykori Bizományi Áruház Vállalat nevének rövidítése, amely záloghitelezéss és bizományi értékesítéssel foglalkozott. Ma is működő jogutódjának  neve BÁV Aukciósház és Záloghitel Zrt. (rövidített neve: BÁV Zrt.), amely a hazai záloghitelezés műtárgy-kereskedelem jelentős szereplője. Székhelye Budapest II. kerületében, a Csalogány utca 23-33. szám alatt található.

## Története
Az 1773-ban Pozsonyban alapított Első Magyar Királyi Zálogház 1787-ben költözött Budára, majd 1802-ben Pestre. A növekvő forgalom az 1890-es évekre szükségessé tette a korábbiakhoz képest egy jóval nagyobb épület létesítését az intézmény számára. A  Központi Zálogház néven ismert, L alakú, több mint 4000 négyzetméteres, klinkertéglás saroképület 1901 és 1903 között épült fel, Révész Sámuel és Kollár József tervei alapján Budapest, IX. kerület Lónyay u. 30-32. szám alatt.
Az 1919-es tanácsköztársaság alatt rövid ideig a Magyar Állami Zálogházak nevet viselte, majd 1920-tól Állami Árverési Csarnok néven működött tovább. 1924-ben egyesült a Postatakarékpénztárral, majd a második világháború utáni államosítást követően, 1948-ban, különvált tőle Állami Zálogház és Árverési Csarnokként.
Az állami vállalat a tevékenységi körének módosulásával 1951-ben a Bizományi Áruház Vállalat (rövidítve BÁV) nevet kapta. A vállalat dolgozóit kötelezték, hogy részt vegyenek a budapesti kitelepítésekben. Helyszíni leltárt kellett felvenniük a kitelepített személyek lakóhelyén a lefoglalt  műtárgyakról, helyszíni  értékbecslésük alapján.
Az 1980-as évek második felében a  BÁV a fővárosban, valamint 27 vidéki városban végezte   kereskedelmi tevékenységét, két üzletág keretében: a használtcikk-kereskedelmi (bizományi) üzletágban és a zálog-üzletágban.
A BÁV  1991-től BÁV Bizományi Kereskedőház és Záloghitel Rt.,  majd 1998-tól BÁV Zálog Pénzügyi és Szolgáltató Rt. néven működött tovább. 2001-ben zártkörű részvénytársaság lett. Régi épületét (Központi Zálogház) 2006-ig használta. 2007-től az V. Bécsi utca 1-ben működik. Egyedülálló módon egyesíti magában az árverezőház, a műtárgybolt és a galéria funkcióit. Jelenlegi cégneve: BÁV Aukciósház és Záloghitel Zrt.
2022-ben nyílt meg a  BÁV ART Aukciósház és Galéria Budapest V., Szent István körút 3. alatt.